# Яніс Калниньш
Яніс Калниньш (латис. Jānis Kalniņš; 13 грудня 1991, м. Лимбажі, Латвія) — латвійський хокеїст, воротар. Виступає за «Металургс» (Лієпая) у Білоруській Екстралізі. 
Вихованець хокейної школи «Металургс» (Лієпая). Виступав за «Металургс-2» (Лієпая).
У складі молодіжної збірної Латвії учасник чемпіонатів світу 2010 і 2011 ( дивізіон I). У складі юніорської збірної Латвії учасник чемпіонату світу 2009 ( дивізіон I).